# إليهو بي. هايز
إليهو بي. هايز هو صحفي وسياسي أمريكي، ولد في 26 أبريل 1848، وتوفي في 1 أبريل 1903 في لين في الولايات المتحدة. نشط حزبياً في الحزب الجمهوري. وقد انتخب عضو مجلس نواب ماساتشوستس ‏.